# Jason Becker
 (janvier 2019).
Si vous disposez d'ouvrages ou d'articles de référence ou si vous connaissez des sites web de qualité traitant du thème abordé ici, merci de compléter l'article en donnant les références utiles à sa vérifiabilité et en les liant à la section « Notes et références ».
Pour les articles homonymes, voir Becker.
Jason Becker né Jason Eli Becker est un guitariste de metal néo-classique américain né le 22 juillet 1969. 

## Biographie
Il commence la guitare à l'âge de cinq ans et maîtrise très tôt toutes les techniques contemporaines de guitare électrique. Issu du courant néoclassique d'Yngwie Malmsteen, il explore en profondeur l'utilisation des arpèges et du sweeping pour en faire sa marque de fabrique dans des morceaux comme Perpetual burn. Sa technique extraordinaire, son attaque très agressive, presque staccato, s'approche du jeu du violoniste Niccolò Paganini  dont il jouait le 24e caprice à 16 ans.
En 1985, il rencontre Marty Friedman (futur guitariste de Megadeth). Ensemble, ils enregistrent deux disques, Speed Metal Symphony (1987) et Go Off! (1988) sous le nom de Cacophony, groupe dont la direction artistique est de proposer une sorte de metal thrash néoclassique.

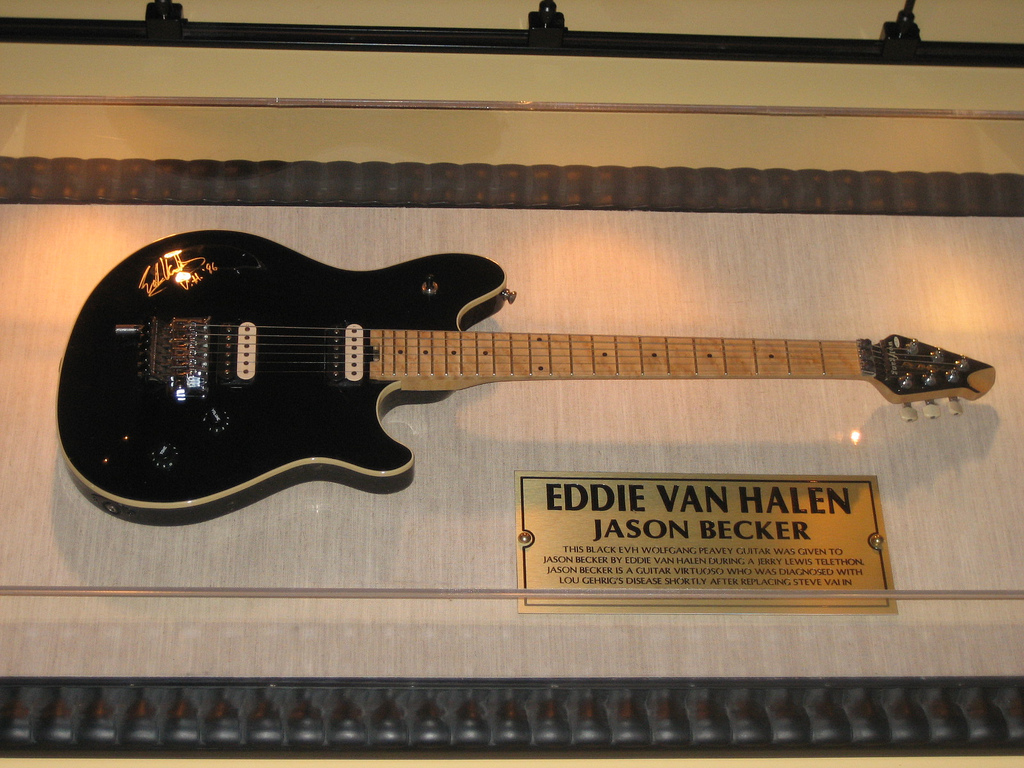
La guitare donnée à Jason Becker par Eddie Van Halen, exposée au Hard Rock Cafe de San Francisco.

En 1988, Jason Becker enregistre l'album Perpetual Burn, alors qu'il n'a que 19 ans. Sur ce disque entièrement instrumental, il propose des compositions sophistiquées aux sonorités classiques, parfois également orientales, et explore aussi des techniques d'écritures plus contemporaines, notamment la musique atonale ce qui est inédit dans le hard instrumental à l'époque[réf. nécessaire]. Sa maîtrise de l'instrument, son talent de compositeur et son sens du drame font de cet album un des meilleurs du genre[réf. nécessaire]. Un an plus tard, sa carrière semble véritablement décoller grâce au choix de David Lee Roth, ex chanteur de Van Halen, de le recruter pour remplacer Steve Vai dans son groupe. Ensemble, ils sortent un album, A little ain't Enough (1991), dans lequel Jason Becker montre qu'il est aussi à l'aise dans un registre plus blues rock[réf. nécessaire].
En 1990, à 20 ans seulement, il est élu par les lecteurs de Guitar Magazine comme meilleur nouveau guitariste[réf. nécessaire] qui le confrontent régulièrement à Yngwie Malmsteen[C'est-à-dire ?].
À partir de 1987, Becker adresse de nombreuses demandes afin de rencontrer Malmsteen ; mais ce dernier n'a jamais donné suite et a toujours refusé de donner son avis sur Becker lors de ses interviews. Étant très affecté par l'indifférence de Malmsteen, Becker refait une dernière demande en 1988, l'année de Perpetual Burn. Il lui envoie un exemplaire afin  d'avoir plus de chances. Selon certaines sources[Qui ?], à la réception du disque, Malmsteen l'aurait jeté sans prendre la peine de l'écouter.[réf. nécessaire]
Cette même année, la carrière de Jason Becker prend un tournant dramatique. En effet, un médecin lui diagnostique une sclérose latérale amyotrophique, maladie qui va progressivement lui faire perdre l'usage des membres et de la parole, son esprit demeurant intact. Ne renonçant pas pour autant, il continue de jouer avec le groupe de David Lee Roth et de composer. Mais quelque temps plus tard, devant son incapacité à jouer, il est obligé de quitter le groupe et se fait hospitaliser. Incapable de bouger, de parler, il continue de se battre contre la maladie et de composer des morceaux par ordinateur grâce à un système de communication mis au point avec son père à l'aide de mouvements oculaires. En 1996, sort l'album Perspective. On peut noter la présence de Michael Lee Firkins sur cet album,.
Jason Becker: Not Dead Yet est un film documentaire américain sorti en 2012 basé sur sa biographie.
En octobre 2016, Jason Becker lance une levée de fonds participative pour la création d'un nouvel album prévu pour sortir en juillet 2017. Cette campagne permet de récolter plus de 100 000 $.  L'album, Triumphant Hearts, sort le 7 décembre 2018.

## Discographie
- Speed Metal Symphony (1987) — avec Cacophony
- Go Off! (1988) — avec Cacophony
- Perpetual Burn (1988)
- Altitudes (1989) - titre sur une compilation d'instrumentaux "Guitar Masters" Schrapnel Records©
- A Little Ain't Enough (1991) — avec David Lee Roth
- Guitar's Practicing Musicians: Volume 2 (1991) — rare compilation présentant plusieurs guitaristes établis
- Perspective (1996)
- The Raspberry Jams (1999)
- The Blackberry Jams (2002)
- Collection (2008)
- Triumphant Hearts[8] (2018)